# 天心堂
天心堂为一处保存完好的明代徽派建筑，位于中国安徽省黄山市歙县北岸镇瞻淇村大路街上街中段北侧，建于明万历年间，布局典雅、雕刻精美。堂匾为书画家董其昌所题。建筑占地面积约170平方米。前后二进，五开间官厅式。2004年10月公布为第五批安徽省文物保护单位。